# Viadana
|  | Per a altres significats, vegeu «Viadana (feu imperial)». |

Viadana és una comuna (municipi) de la província de Màntua a la regió de Llombardia, a uns 120 km al sud-est de Milà i uns 35 km al sud-oest de Màntua. Viadana limita amb els municipis de Boretto, Borgoforte, Brescello, Casalmaggiore, Commessaggio, Dosolo, Gazzuolo, Marcaria, Mezzani, Motteggiana, Pomponesco, Sabbioneta, Suzzara. És la seu del Rugby Viadana.

## Fills il·lustres
- Jacopo Moro (segle xvi) madrigalista.